# Reinhold Schweitzer
Reinhold Schweitzer (* 30. September 1876 in München; † 6. Januar 1951 ebenda) war ein deutscher Maler und Grafiker.

## Leben
Reinhold Schweitzer war Sohn des Münchner Malers Cajetan Schweitzer. Wie sein Vater und sein jüngerer Bruder Alfred wurde er Maler und Grafiker. Nach erster künstlerischer Ausbildung bei seinem Vater ließ er sich in den Malschulen von Heinrich Knirr und Anton Ažbe unterrichten. Außerdem wurde er Schüler der Kunstakademie Düsseldorf bei Peter Janssen dem Älteren. Schweitzer malte unter anderem Genrebilder und Stillleben. Er wirkte in München, wo er 1951 im Alter von 74 Jahren verstarb.